# Megalopsalis wattsi
Megalopsalis wattsi is een hooiwagen uit de familie Monoscutidae. De wetenschappelijke naam van de soort is als Pantopsalis wattsi voor het eerst geldig gepubliceerd in 1920 door H.R. Hogg.
De soort komt voor in Nieuw-Zeeland.